# Alfons Novickis
Alfons Novickis (Riga, 12 ottobre 1909 – Riga, 3 novembre 1931) è stato un calciatore lettone.

## Carriera da calciatore

### Club
Ha militato nel Riga Vanderer negli anni in cui è stato convocato in nazionale.

### Nazionale
L'esordio in nazionale è avvenuto il 28 luglio 1929 nell'amichevole contro la Svezia.
Ha in tutto disputato 9 incontri in nazionale senza mettere a segno reti.

## Statistiche

### Cronologia presenze e reti in Nazionale
| Cronologia completa delle presenze e delle reti in nazionale ― Lettonia | Cronologia completa delle presenze e delle reti in nazionale ― Lettonia | Cronologia completa delle presenze e delle reti in nazionale ― Lettonia | Cronologia completa delle presenze e delle reti in nazionale ― Lettonia | Cronologia completa delle presenze e delle reti in nazionale ― Lettonia | Cronologia completa delle presenze e delle reti in nazionale ― Lettonia | Cronologia completa delle presenze e delle reti in nazionale ― Lettonia | Cronologia completa delle presenze e delle reti in nazionale ― Lettonia |
| Data                                                                    | Città                                                                   | In casa                                                                 | Risultato                                                               | Ospiti                                                                  | Competizione                                                            | Reti                                                                    | Note                                                                    |
| ----------------------------------------------------------------------- | ----------------------------------------------------------------------- | ----------------------------------------------------------------------- | ----------------------------------------------------------------------- | ----------------------------------------------------------------------- | ----------------------------------------------------------------------- | ----------------------------------------------------------------------- | ----------------------------------------------------------------------- |
| 28-7-1929                                                               | Malmö                                                                   | Svezia                                                                  | 10 – 0                                                                  | Lettonia                                                                | Amichevole                                                              | -                                                                       |                                                                         |
| 14-8-1929                                                               | Riga                                                                    | Lettonia                                                                | 3 – 1                                                                   | Lituania                                                                | Coppa del Baltico 1929                                                  | -                                                                       |                                                                         |
| 15-8-1929                                                               | Riga                                                                    | Lettonia                                                                | 2 – 2                                                                   | Estonia                                                                 | Coppa del Baltico 1929                                                  | -                                                                       |                                                                         |
| 27-6-1930                                                               | Tallinn                                                                 | Estonia                                                                 | 1 – 1                                                                   | Lettonia                                                                | Amichevole                                                              | -                                                                       |                                                                         |
| 4-8-1930                                                                | Riga                                                                    | Lettonia                                                                | 3 – 0                                                                   | Finlandia                                                               | Amichevole                                                              | -                                                                       | 46’                                                                     |
| 28-5-1931                                                               | Riga                                                                    | Lettonia                                                                | 0 – 1                                                                   | Estonia                                                                 | Amichevole                                                              | -                                                                       |                                                                         |
| 30-6-1931                                                               | Riga                                                                    | Lettonia                                                                | 5 – 2                                                                   | Lituania                                                                | Amichevole                                                              | -                                                                       |                                                                         |
| 5-7-1931                                                                | Riga                                                                    | Lettonia                                                                | 0 – 5                                                                   | Polonia                                                                 | Amichevole                                                              | -                                                                       |                                                                         |
| 26-7-1931                                                               | Västerås                                                                | Svezia                                                                  | 6 – 0                                                                   | Lettonia                                                                | Amichevole                                                              | -                                                                       |                                                                         |
| Totale                                                                  |                                                                         | Presenze                                                                | 9                                                                       |                                                                         | Reti                                                                    | 0                                                                       |                                                                         |